# Catedral de Santa María (Vitoria)
La Catedral de Santa María (en euskera: Santa Maria Katedrala), conocida popularmente como Catedral Vieja es un templo católico de estilo gótico situado en Vitoria, capital del País Vasco, España. Desde 2015, forma parte del conjunto de bienes del Camino de Santiago del Norte de España declarados Patrimonio de la Humanidad por la UNESCO.

## Contexto
Situada en lo alto de una colina que domina la Llanada Alavesa, la Catedral de Santa María forma parte del trazado original de la ciudad de Vitoria-Gasteiz, fundada en 1181 sobre la antigua aldea de "Gasteiz", con el nombre de "Nova Victoria", por el rey Sancho VI de Navarra (Sancho el Sabio), y que dio origen posteriormente a la ciudad actual. Su ubicación estratégica le confirió una doble función religiosa y defensiva, integrándose como parte del sistema de murallas de la ciudad medieval.
La construcción del templo comenzó en el siglo XIII y su historia está estrechamente ligada a la evolución urbana de la ciudad. El edificio actual se asienta sobre estructuras previas y sobre importantes rellenos artificiales que nivelaron el terreno. Estos condicionantes geotécnicos han influido decisivamente en su historia arquitectónica y estructural.
Con la creación de la diócesis de Vitoria en el año 1861, la colegiata de Santa María fue elevada un año más tarde a la categoría de catedral, de manera provisional, en espera de que fuese construido un templo mayor para desempeñar la función de sede episcopal. Es, por ello, conocida como la Catedral Vieja, para distinguirla de la posterior catedral Nueva, dedicada a la Inmaculada Concepción de María, que fue construida en el siglo XX en estilo neogótico.
A causa de sucesivas intervenciones en su arquitectura a lo largo de la historia, el edificio sufría daños estructurales que amenazaban su integridad. La caída de un fragmento de una bóveda provocó su cierre en 1994 para abordar un plan de restauración. El 25 de abril de 2025 finalizó el proceso de restauración, abierto al público, que sirvió para subsanar los problemas del edificio y ampliar los conocimientos sobre la arquitectura del templo.
El plan de restauración ha obtenido diversos reconocimientos internacionales y ha dado relevancia al monumento.
El edificio se caracteriza por arrastrar problemas estructurales desde su nacimiento. A raíz del cierre al público, se procedió a la realización del Plan Director de Restauración Integral, cuyos resultados fueron publicados en el año 1998, y que tiene como característica destacable la visitabilidad de las obras de restauración, bajo el lema 'Abierto por obras'. El Plan recibió el Premio Europa Nostra 2002 en la categoría de estudios excepcionales de restauración. La gestión la lleva a cabo la Fundación Catedral de Santa María, constituida en 1999 por la Diputación Foral de Álava, el ayuntamiento de Vitoria, y el obispado de Vitoria. La financiación de los trabajos está apoyada en las aportaciones periódicas de las tres Instituciones presentes en el Patronato, y por las realizadas por el Gobierno Vasco mediante convenios suscritos al efecto, lo cual permite acometer la compleja recuperación con la flexibilidad necesaria y sin que el rigor metodológico se vea afectado. Así mismo, el Gobierno de España ha apoyado de manera continuada y notable, aunque irregular, una parte de las intervenciones realizadas, principalmente en la torre y naves.
Posiblemente sea esta manera sostenible de acometer una restauración de manera integral (no sólo estructural, sino también atendiendo a nuevas potencialidades funcionales y culturales posibles), mediante una unidad de gestión, algo hasta ahora inusual en el contexto de las catedrales españolas, la que puede explicar este apoyo decidido. De facto, en su conjunto, es posiblemente ya la más alta concedida a ningún plan de catedrales en España. En nueva forma de abordar el patrimonio recibió el Premio del Patrimonio Arqueológico Europeo 2019 otorgado por la Asociación Europea de Arqueólogos (EAA).
Otros apoyos institucionales y también provenientes del mecenazgo privado, están permitiendo el desarrollo paralelo de un rico programa cultural consolidado en la ciudad (recuperación de la capilla de Música, conciertos en las zonas recuperadas, unidades didácticas escolares, conferencias temáticas, etc), de cuyas actividades destaca el ya citado programa "Abierto por Obras"(c), lema (y método) registrado por primera vez por la Fundación Catedral Santa María, y que ha alcanzado una estimable proyección exterior. Hay ya varias Instituciones (arzobispado de Sevilla en la Colegiata de El Salvador, Comunidad de Madrid, etc.) que han convenido su aplicación en diversos lugares, según se indica en la página de la propia fundación y en la ventana con el mismo nombre del Canal Patrimonio de la Fundación Santa María la Real.

## Descripción
La catedral de Santa María está constituida por un conjunto de edificaciones diferentes realizadas en diferentes épocas y para diversos usos.
La iglesia de Santa María es el edificio principal y más antiguo del conjunto. Tiene orientación este oeste con una ligera inclinación al norte en el extremo oriental.
La capilla de Santiago, abierta en el hastial del brazo del transepto en el lado de la Epístola (sur), es en la actualidad la iglesia parroquial de Santa María, que tiene una acceso independiente, desde la plaza de Santa María.
En el lado sur se encuentra el pórtico absidado que protege la portada y sobre él, en su tercio meridional, se levanta la torre del campanario que se remata con un chapitel alcanzando una altura de unos sesenta metros.
Por el lado oriental se ubican una serie de edificios de servicios, entre los que destaca la sacristía tardobarroca.
El templo presenta planta de cruz latina, con tres naves, la central de mayor altura que las laterales, y cubiertas con bóvedas de crucería, con amplio transepto y cabecera. En su interior tiene cuatro capillas rectangulares y una girola a la que se abren otras tres capillas poligonales. Cuenta, además, con un hermoso y frágil triforio y un pórtico del siglo XIV que contiene esculturas muy interesantes.

### El pórtico

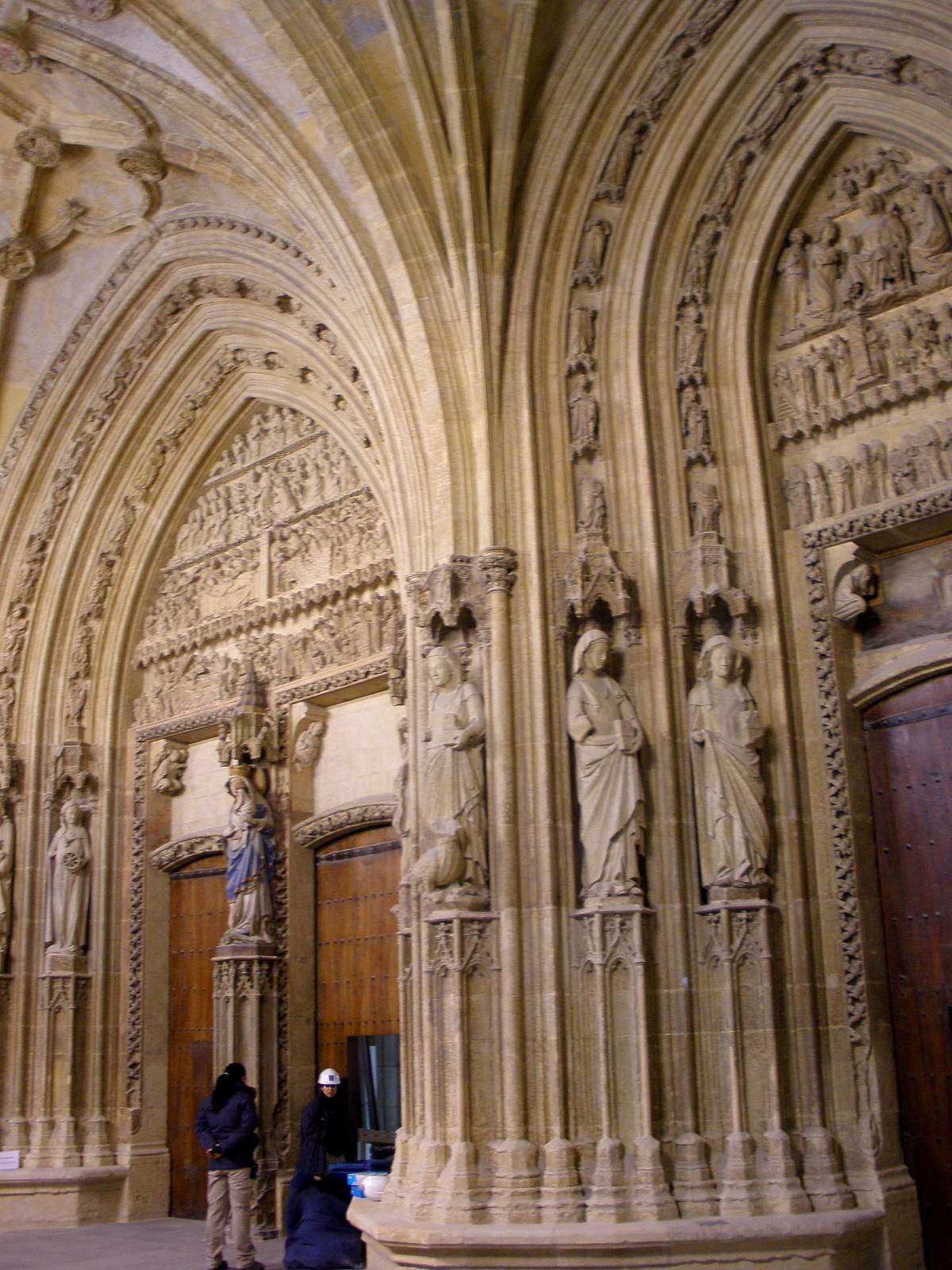
Aspecto del pórtico

La portada del pórtico Santa María está considerada como una de las mejores manifestaciones de la plástica peninsular del siglo XIV. La capilla de la Piedad, construida a instancias del abad Diego Fernández de Paternina en el siglo XVI, lo altera en el lado norte.
Se añadió al conjunto catedralicio en el siglo XV y se modificó en el XVI. En un principio se prolongaron las naves norte, centro y sur en tramos de luces iguales pero se le añadió un fondo absidado en el norte y se amplió la luz en la dirección este-oeste invirtiendo la proporción de los tramos de la iglesia. Se conformó, finalmente, un espacio de tres tramos rectos siendo el del medio de planta ligeramente cuadrada y rematado por un "ábside" pentagonal.

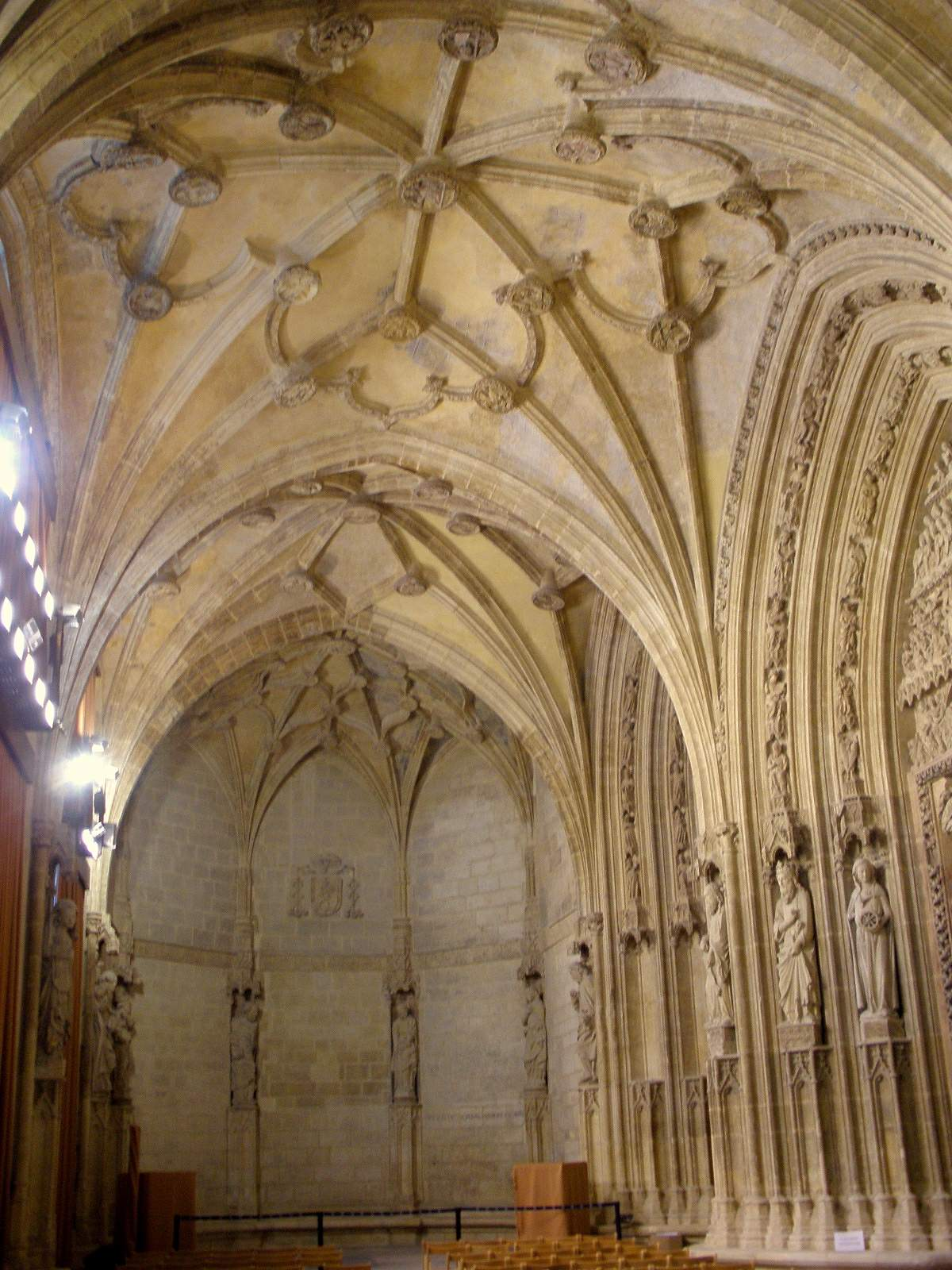
Aspecto del pórtico

El espacio del pórtico se cubre con bóvedas de mayor amplitud que las de las naves del templo que apoyan sobre arcos fajones de traza más chata. Entre sus claves hay una mezcla de terceletes, ligaduras y combados. Las bóvedas primera y tercera, que corresponden a la prolongación de las naves laterales, tienen los nervios rectos, mientras que en la bóveda central y en la del fondo son combados para el arriostramiento de los nervios mediante los medallones.
La portada está realizada según un esquema de fachada tripartita. En el portal izquierdo se aprecia en su tímpano escenas de la vida de San Gil (estudios iconográficos actuales ponen en duda esta afirmación). Está planteado como una superposición de frisos la cual incrementa la narrativa. En los registros inferiores se representan la salvación de unos marineros y el encuentro con el monarca, en el segundo registro y la resurrección de un niño y la construcción de un monasterio en el tercero. Acompañando a la portada continúan las arquivoltas y pilastras en la composición de los arcos formeros y nervaduras de las bóvedas.

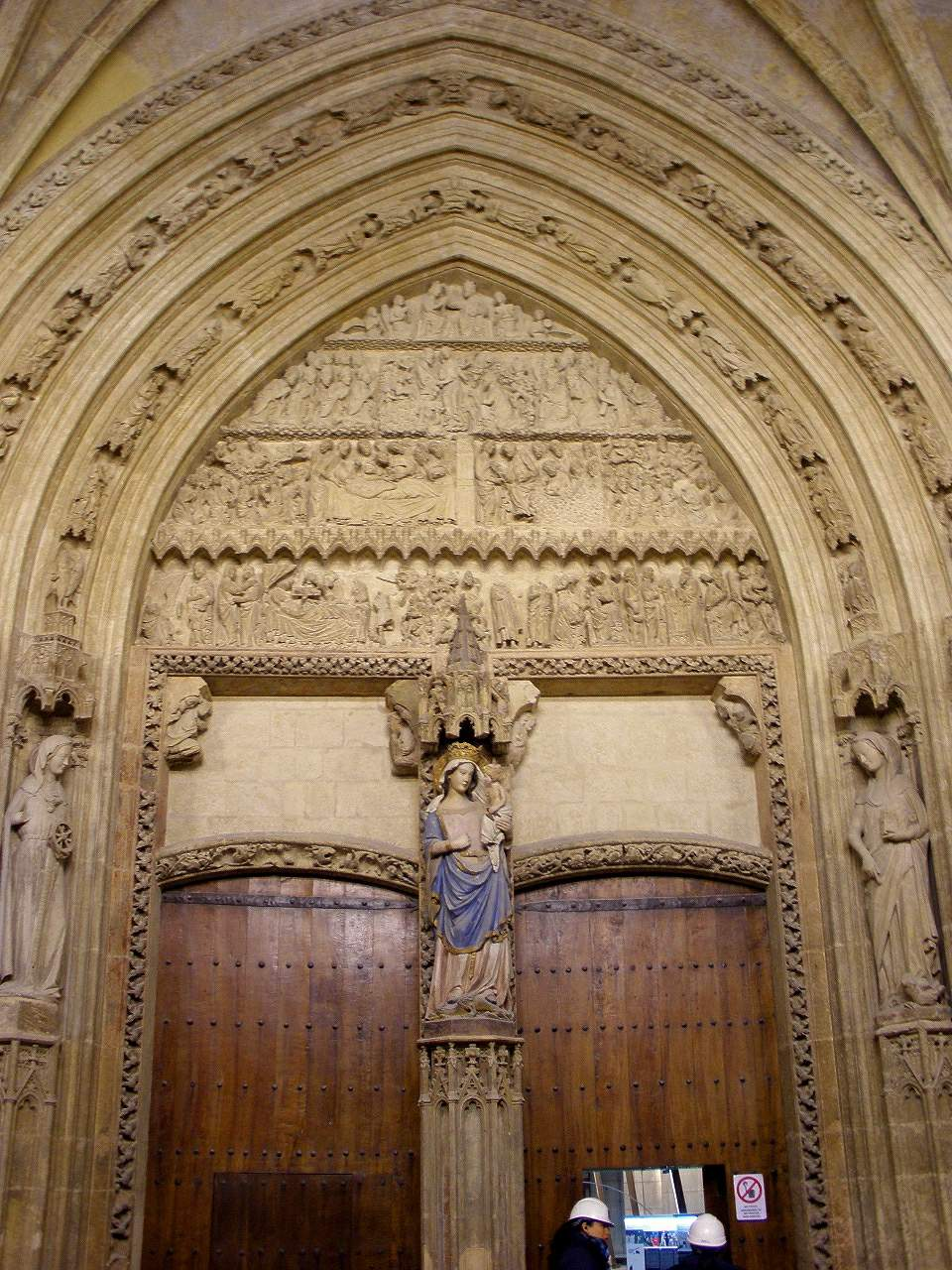
Portada central del pórtico

En el portal central se relata la vida de la Virgen. El registro central trata de la Ascensión, Pentecostés, el viaje de los apóstoles y la muerte de María y se remata con la escena de la coronación de la Virgen por su hijo. El tímpano de este portal está ocupado por una imagen de la Virgen con el niño del siglo XV.
El portal derecho muestra el juicio final. En él se puede observar a San Miguel pesando las almas, las cuales se dirigen, bien a la puerta de la Gloria o al cortejo del infierno.
En las jambas se ubican diferentes imágenes que representan figuras del Antiguo Testamento como Isaías, Ezequiel, Salomón o la Reina de Saba y figuras de santas como Margarita, Magdalena, Marta, etc. Hay también imágenes de la Virgen con el niño, el arcángel Gabriel y la Anunciación. Originalmente todo el pórtico estaba policromado.
Para evitar corrientes de aire se cerraron los vanos que han sido abiertos y cubiertos por cristaleras recientemente.
Mediante un sistema de proyección de vídeo, denominado "el pórtico de la luz" se puede apreciar la evolución de la policromía a lo largo del tiempo, desde el siglo XVI al XX.
Se prevé que una vez finalizada la restauración este espacio se dedique a uso cultural formando parte de la "Agenda Cultural de la Catedral".

### La torre

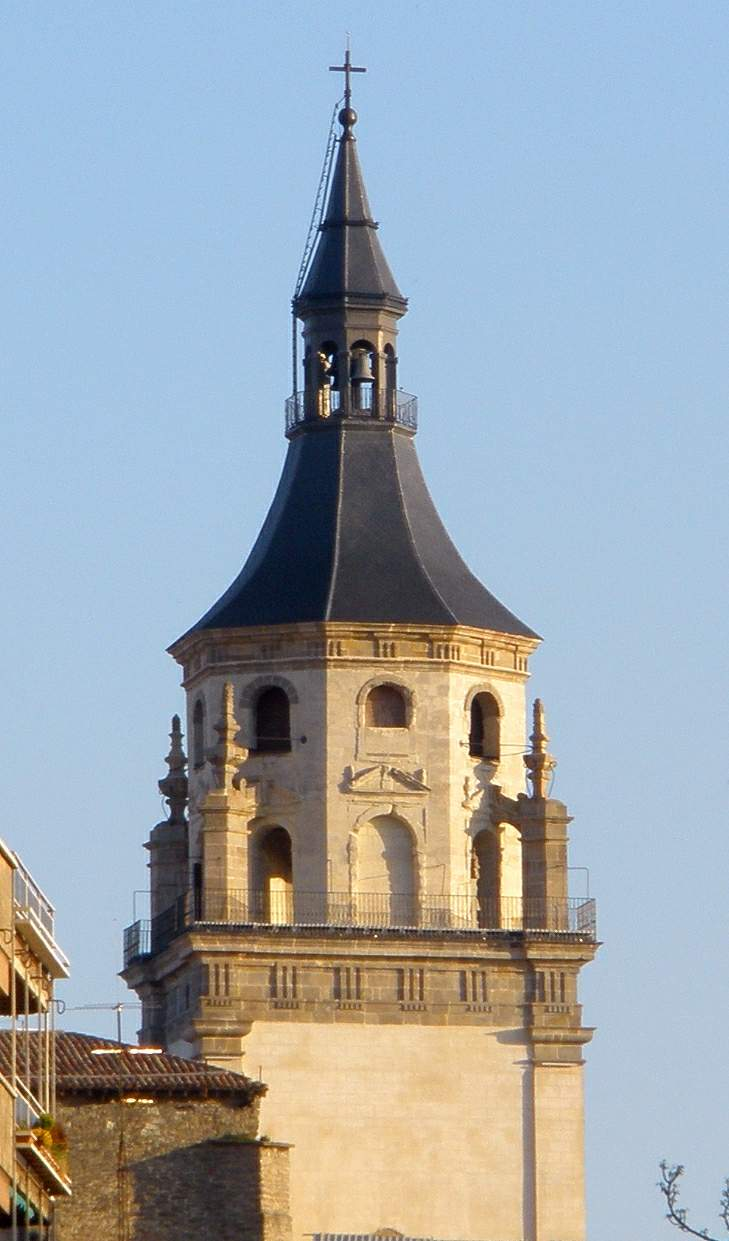
Torre de la catedral vieja de Santa María

Entre los siglos XVI y XVIII se levanta, sobre el primer tramo del pórtico, la torre campanario. Esta torre está realizada en sillería en su fachada principal, la sur, que da a la plaza y en mampostería en los otros tres lados. Sobre el fuste se construyó una gran cornisa de buena cantería y sobre la que va el cuerpo de campanas de planta octogonal y sobre este el chapitel de madera y teja plana (se tuvo de reconstruir tras la destrucción en un incendio en el siglo XIX).

### Nave

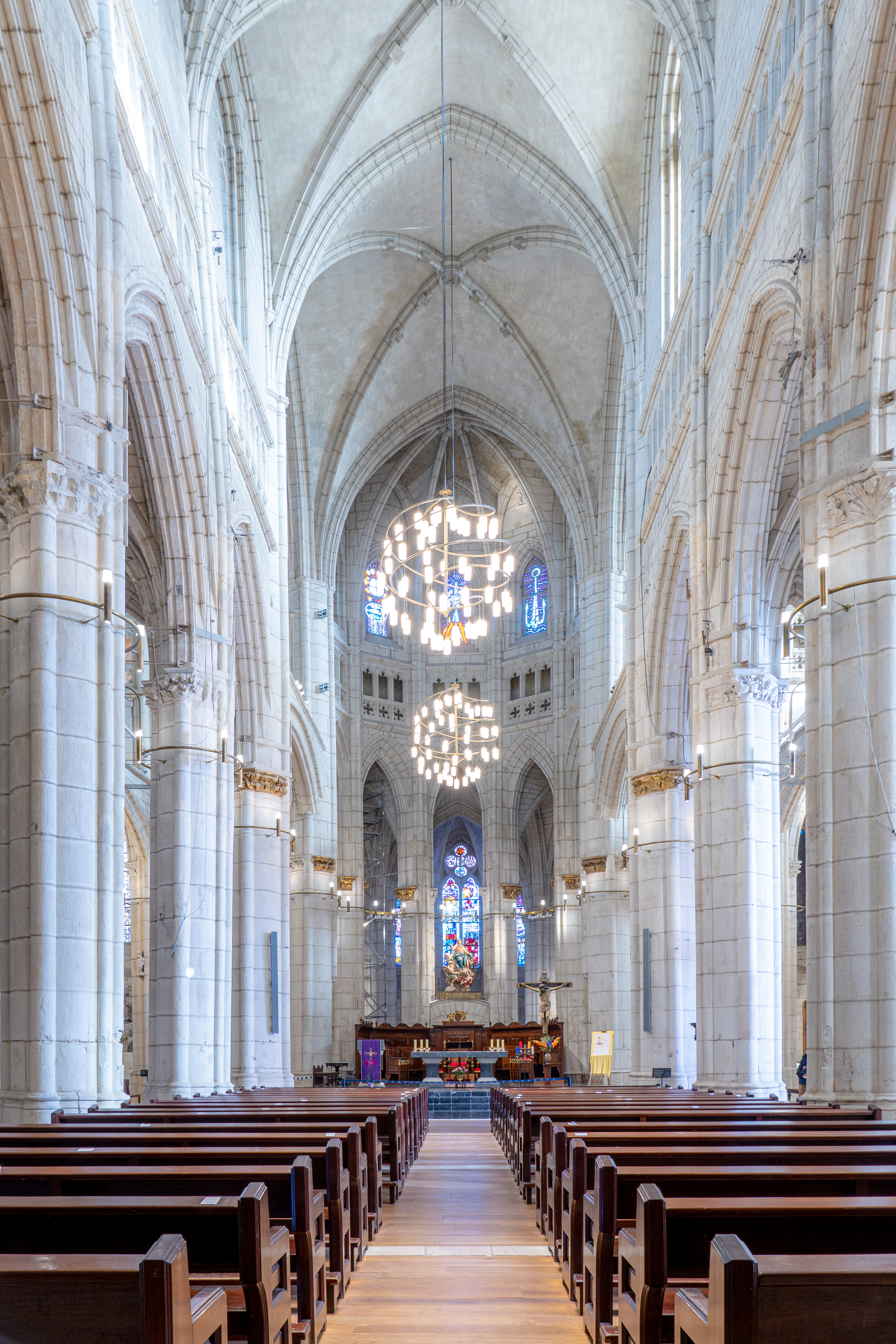
Nave y altar mayor

La nave tiene una superficie de 404 m² con forma de cruz latina y tres naves con cinco tramos, con la central más alta que las laterales. Con capillas laterales, transepto, cabecera y girola en la que se ubican otras tres capillas. La nave está recorrida por triforio y está cubierta por bóvedas de crucería.
En las naves laterales se han realizado capillas entre los arranques de los estribos de los arbotantes. Estas capillas se cubren con bóvedas ovijales apoyadas en robustos arcos.
La nave central se cubre con bóvedas ojivales, ligeras y sencillas. A sus pies, debido a la remodelación del siglo XVII está realizada con terceletes y ligaduras y sobre arcos de menor sección resistente. La nave se ilumina con ventanas apuntadas en su parte sur que dan a la plaza e intramuros y un pequeño óculo en el lado norte.
La restauración de Manuel Lorente, en los años sesenta, realizó una fuerte alteración en los ventanales, en el primer trapo se puso un gran óculo en el testero occidental. Entre el segundo y el cuarto tramo hay seis óculos pequeños iluminan la nave (cuatro de ellos realizados por Lorente) y en el tramo anterior al crucero hay dos ventanales estrechos y altos.
Durante las obras de restauración se ha excavado todo el suelo descubriendo los cimientos del templo y sacando a la luz restos del templo anterior a la construcción actual. Tras la reconstrucción, en el 2012, se recubrirá con un solado definitivo que apoyará en grandes vigas de madera, que a su vez descansaran en los arcos de sillería que enlazan las bases de todos los pilares, dando estabilidad estructural al edificio.
En el subsuelo se han hallado más de dos mil enterramientos, un centenar de ellos pertenecientes a un antiguo cementerio exterior que data de los siglos XI y XII. A partir del siglo XIV se comienza a realizar enterramientos interiores pero sin abandonar el cementerio exterior que funcionó hasta el siglo XVI. A partir del siglo XV se comienzan a realizar por parte de la clase social pudiente de la ciudad, mausoleos y capillas privadas en las que las esculturas y las inscripciones son elementos importantes. Ejemplo de ello son las capillas de San Bartolomé, la de la Concepción y la del Santo Cristo.
En 1705 se procede a regular el cementerio interior mediante lotes funerarios que pertenecen al difunto y a su familia. La acumulación de enterramientos hace que en el siglo XVIII ya no se pueda seguir dando el servicio y poco después, las normas de salubridad impulsadas por Carlos III en 1787 obligan a realizar los enterramientos en cementerios exteriores, en Vitoria en 1809 se construiría el cementerio de Santa Isabel a la entrada de la ciudad.

### La girola
De forma decágonal tiene un deambulatorio con tramos trapeciales que dan entrada a cinco capillas siendo las tres centrales de geometría hemidecagonal y las dos extremas trapezoidales. las capillas absidales se iluminan mediante ventanales que se abren al paso de ronda y se ubican entre los contrafuertes de las bóvedas. Las capillas de forma de trapecio tienen una única ventana, que también da al paso de ronda. Los muros que forman las capillas son parte de la muralla que circundaba la ciudad.
La cubierta de la girola y sus capillas son de crucería, siendo las del deambulatorio y las capillas extremas cuatripartitas simples y las de los absidiolos son bóvedas hexapartitas de plementos correspondientes a cada lado de la capilla y a su entrada.
Por el exterior no hay casi traza que detecte la girola a excepción de las ventanas y contrafuertes que se alzan sobre la muralla la cual oculta cualquier otro rastro de su construcción.

### El transepto

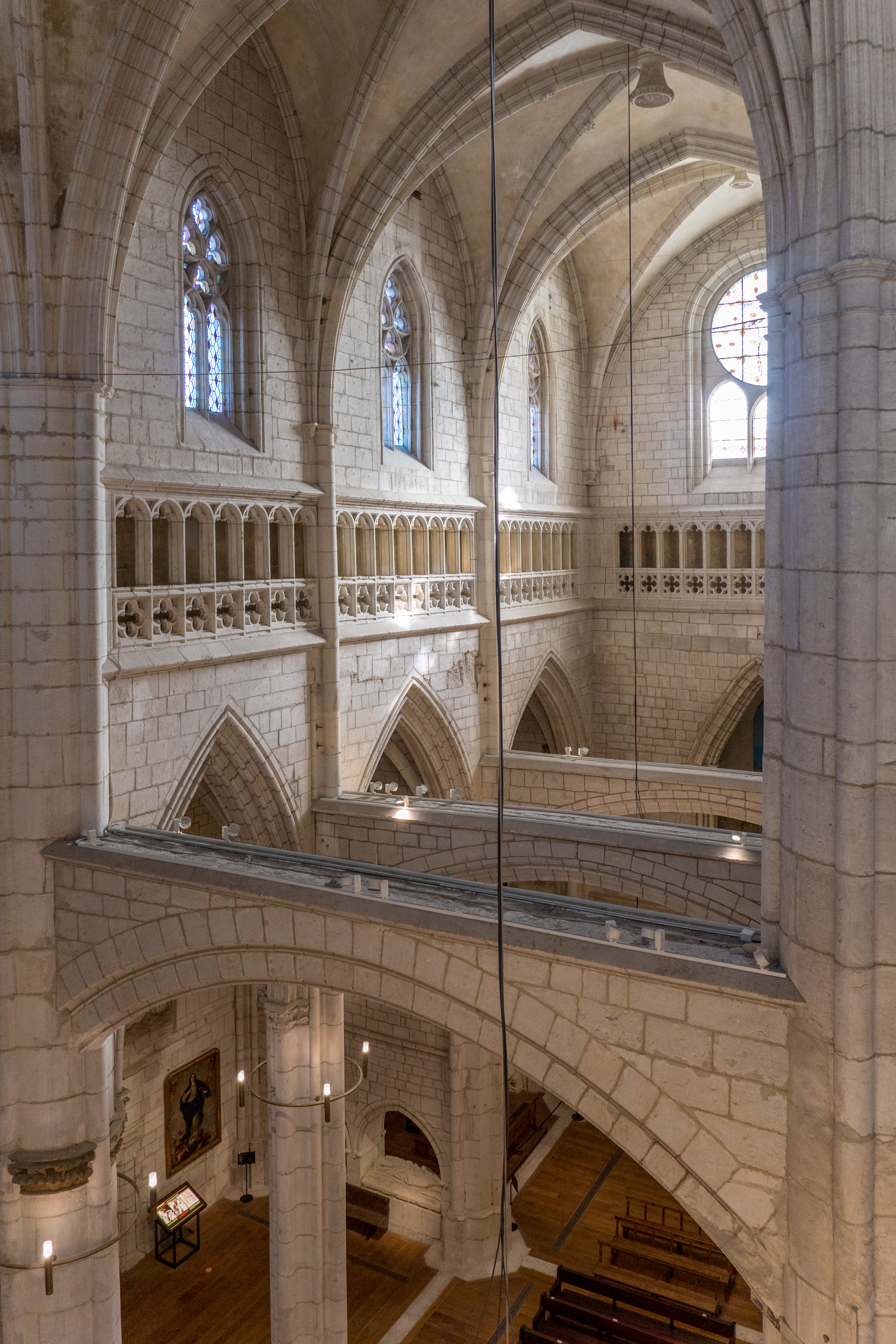
Transepto

Al contrario de la girola, el transepto es perfectamente visible desde el exterior del edificio. La altura de la nave central lo hace destacar sobre las capillas, la girola y las naves laterales. Es un espacio esbelto que ha quedado mermado en su amplitud por los soarcos del contrarresto. Tiene tres tramos en cada uno de sus brazos y desde él se accede al deambulatorio y a las capillas.
Está realizado en mampuesto con alguna sillería. En su lado oriental hay sendas capillas rectangulares que se ubican en los espacios libres entre dos torreones. Las capillas se iluminan con ventanas saeteras y se cubren con bóvedas ojivales cuatripartitas construidas en sillería.
El altar mayor queda cubierto con bóvedas de crucería de gran amplitud y ligereza, con arcos fajones y ojivas de menor sección y plementos más delgados que los de las bóvedas inferiores.
La nave se ilumina mediante ventanas abiertas en el muro este, de ellas 4 son de factura antigua y 2, las de los extremos, realizadas en la restauración de Lorente que también añadió unos arquillos en los testeros de la parte sur.

### Capillas
Dentro de la catedral hay varias capillas de diferentes formas origen, las más relevantes son:
Capilla de San Bartolomé
Situada en el muro sur de la nave se accede a ella mediante una arco jónico con pilastras estriadas. Esta cubierta por bóvedas de crucería con terceletes y 9 claves. En la clave central se ha colocado el escudo de armas de lo Sáez de Maturana y las demás están decoradas con las figuras de los apóstoles y padres de la iglesia. En 1826 se enterró aquí a Prudencio María de Verástegui.
Capilla de la Concepción
Fue fundada por el canónico Fernán Martínez de Pangua a finales del siglo XVI en un temprano barroco. La portada es toscana con frontón roto en el que figuran dos escudos. Uno, el pequeño es del fundador de la capilla y el otro, el mayor, corresponde a Gabriel de Ortiz de Caicedo quien renovó la misma en el año 1578. Se halla en ella enterrado el fundador y el renovador y su esposa tienen sendas figuras orantes de alabastro.
Capilla del Santo Cristo

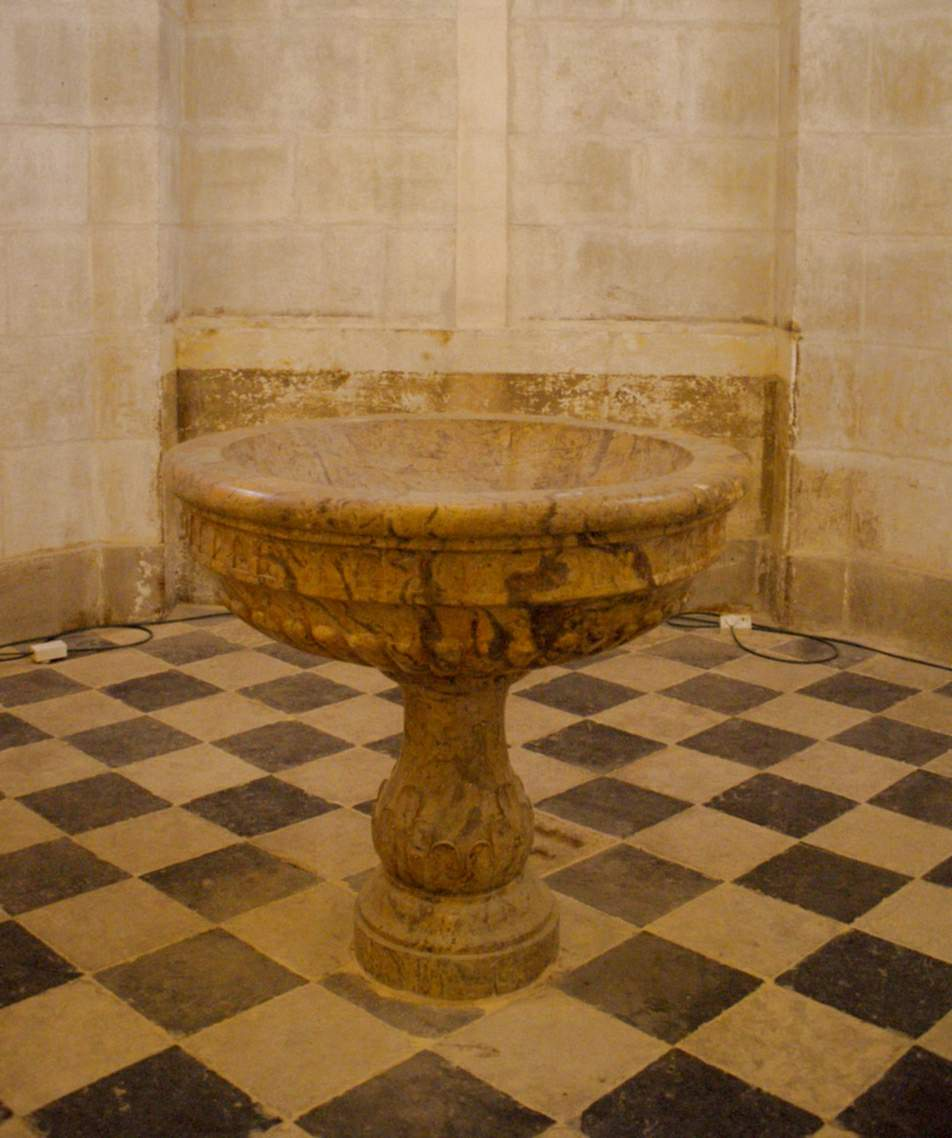
Capilla del Santo Cristo y baptisterio

Con planta octogonal y cubierta por una cúpula esférica que en el exterior es una bóveda de aljibe, fue construida por Francisco de Galarreta. El acceso es por la nave mediante una puerta con una reja de hierro toscana, sobre la misma un frontón roto y sobre él un escudo de armas.
Esta capilla fue utilizada como baptisterio de la catedral y en ella hay una pila bautismal. Bajo su suelo hay una cripta que ha sido utilizada como panteón episcopal. Esta cripta está recubierta por estuco de color azul ultramar, color del manto de la virgen en la iconografía medieval. Las escaleras de acceso y el basamento del cobre de bronce que se ubica en mitad del espacio de la cripta, está realizados en mármol negro de Marquina. En el cofre de bronce se guardan los féretros de los obispos Ramón Fernández de Pieola, Carmelo Ballester, Mateo Mújica y José María Larrrauri.
Capilla de los Reyes
Juan de Ugalde Garibay fundó esta capilla en la primera mitad del siglo XVI. En el siglo XIX se tuvo que clausurar intentando remediar los problemas estructurales del edificio al colocar en su interior un contrafuerte. Se volvió a abrir en la reforma de 1960 colocando un arco escarzano (arco que es menor que la semicircunferencia del mismo radio). Se ha utilizado como sanscritista de monaguillos y de sala de infantes del coro.
Capilla del nacimiento de Jesús
Se cerró en la reforma de principios de los años 1960 para poner unas altas cristaleras que sustituyeron a las cancelas de madera.
Capilla de San José
A finales del siglo XVIII se construyó esta capilla aprovechando el espacio entre dos contrafuertes. Es una de las capillas de mayor devoción popular.
Capilla de Santa Elena o de Santa Victoria
Se realizó en el siglo XV y se reformó en el XVI. Sobre su entrada figura el escudo de armas de la familia Pérez de Anda. Fue Martín Pérez de Anda, propietario de la Torre de Anda ubicada junto a la catedral y que en la actualidad es el edificio más antiguo de la ciudad, quien la mandó construir.
Capilla de Santiago

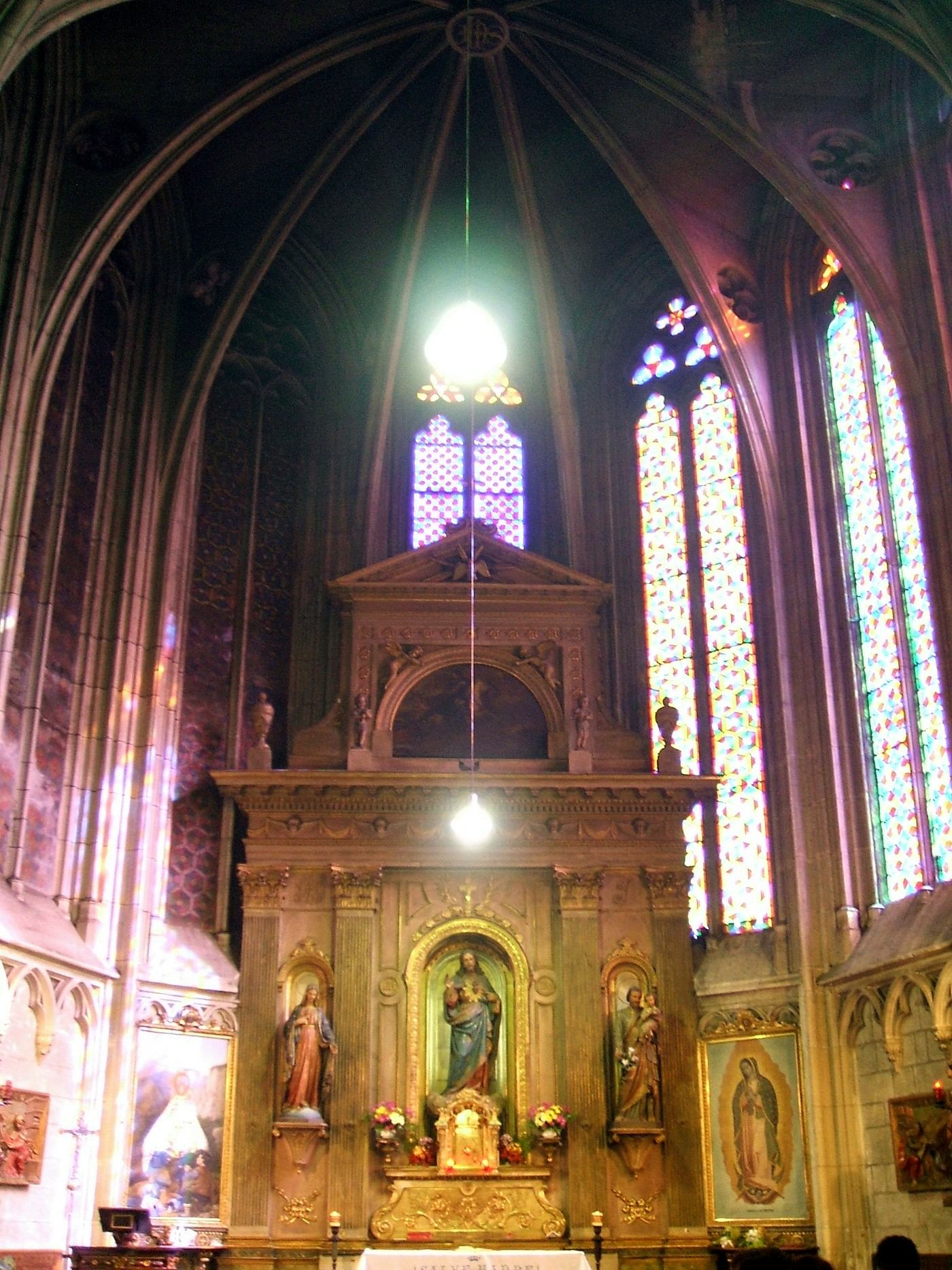
Cabecera de la antigua Capilla de Santiago, hoy parroquia exenta de Santa María

Durante la segunda mitad del siglo XIV se construye en el extremo sur del crucero la capilla de Santiago. Se trata de un recinto de una sola nave con dos tramos que se cierra con un ábside hemidecagonal con anteábside recto. A los lados de la nave se ubican cuatro capillas, siendo las dos del lado sur más largas que las del norte. Esta capilla está adosada a la muralla la cual obliga a realizar la adaptación correspondiente a la que obedece la falta de simetría de las capillas.
La capilla quedaba a extramuros de la primera muralla y aprovecha la misma en los lados norte y oeste. La defensa aportada por la nueva muralla permite la realización de ventanales con vidrieras típicos del gótico.
La nave está cubierta por bóvedas de crucería de factura sencilla con ligaduras entre las claves realizadas por arcos fajones y ojivas. La fábrica es de sillería y se realiza mediante plementos de gran espesor y arcos de mediana rigidez.
Está capilla se constituyó en parroquia independiente de la catedral manteniéndose abierta al culto en esta función hasta la actualidad.

### El coro
El coro se sitúa a los pies de la nave. Se realizó en 1530 como parte del enriquecimiento del templo al ser convertido en colegiata. Se levanta sobre una bóveda de crucería de terceletes que tiene las claves con rica ornamentación realizada en estilo plateresco. El tema central es la Asunción de la Virgen. El resto de las claves están decoradas con santos, santas y apóstoles.
El coro se completa con un órgano de la firma alemana "Walcker de Ludwigsburg" que se realizó en el siglo XX reaprovechando partes de un órgano anterior del siglo XIX. La restauración del templo de los años 1960 dañó el órgano, que se tuvo que restaurar en 1979.

### La sacristía
En el siglo XVIII se construye en la parte sureste entre la girola y el transepto, la sacristía. Esta es de planta octogonal y se cubre con bóveda de rasillas. Complementan esta estancia una serie de espacios adosados con entrada desde ella y desde la calle destinados a diferentes usos, almacén, despachos, trastero, aulas... que ocupan y se desarrollan en dos o tres pisos entre el nivel de la calle y el del piso de la catedral. Algunos de estos espacios fueron construidos a la vez que la sacristía mientras que otros fueron agregados posteriormente.

## Historia

### El nacimiento del templo
La ciudad de Vitoria fue fundada sobre la aldea de Gasteiz en el año 1181 por el monarca navarro Sancho VI como parte de la línea de defensa del reino de Navarra con el de Castilla. Pocos años después, en el año 1200, la plaza es tomada por el rey castellano Alfonso VIII el cual, después del incendio que asoló la ciudad en el año 1202 emprendió una labor de reconstrucción de la misma expandiéndola hacia occidente con tres nuevas calles. Fruto de esa reconstrucción urbanística fue la Iglesia de Santa María, que nació con el objetivo de servir de perímetro defensivo amurallado a la renaciente ciudad
La ciudad venía ya creciendo desde los asentamientos anteriores a su fundación, este crecimiento se produjo ininterrumpidamente desde, al menos, el siglo VII. El proyecto de Alfonso VIII sorprende por su magnitud. El templo debía de cumplir la doble función de servir en la defensa de la ciudad y de tener el rango acorde a la ciudad que se estaba levantando. La ubicación coincide con la antigua iglesia de la cual se aprovecha el ábside. Mientras se levanta la nueva construcción se realiza un templo provisional para mantener el servicio religioso a los fieles.
El templo se alzó como parte del perímetro fortificado de la ciudad, se conservan los paños más antiguos de la muralla cerrando la parte norte del pórtico y se calcula que la muralla tenía 7 metros de alto y 4 metros y medio de ancho.
El templo construido a comienzos del siglo XIII, que marcaría la forma sorprendentemente arcaica del transepto, tenía cripta y era sorprentemente castrense, integrado en la muralla defensiva de la ciudad. Esta primera edificación se conserva casi íntegramente en algunos tramos, como la zona norte del crucero, con muros de gran espesor y alturas de casi 20 metros.
La construcción de la catedral interfirió con la muralla de tal forma que obligó a tirar la puerta principal de acceso que se tuvo que reubicar al lado de la nueva construcción. La nueva puerta, que duró hasta el siglo XV, fue nuevamente derruida cuando se construye el pórtico que protege el ingreso principal a la catedral.
Los hallazgos realizados en referencia al templo anterior y la forma de construcción del actual son relevantes por las siguientes razones:
- Se halla un resto monumental importante por su antigüedad y estado de conservación.
- Se evidencia un templo anterior que se desconocía o ignoraba hasta la fecha y justifica características constructivas del actual.[11]

### El gótico

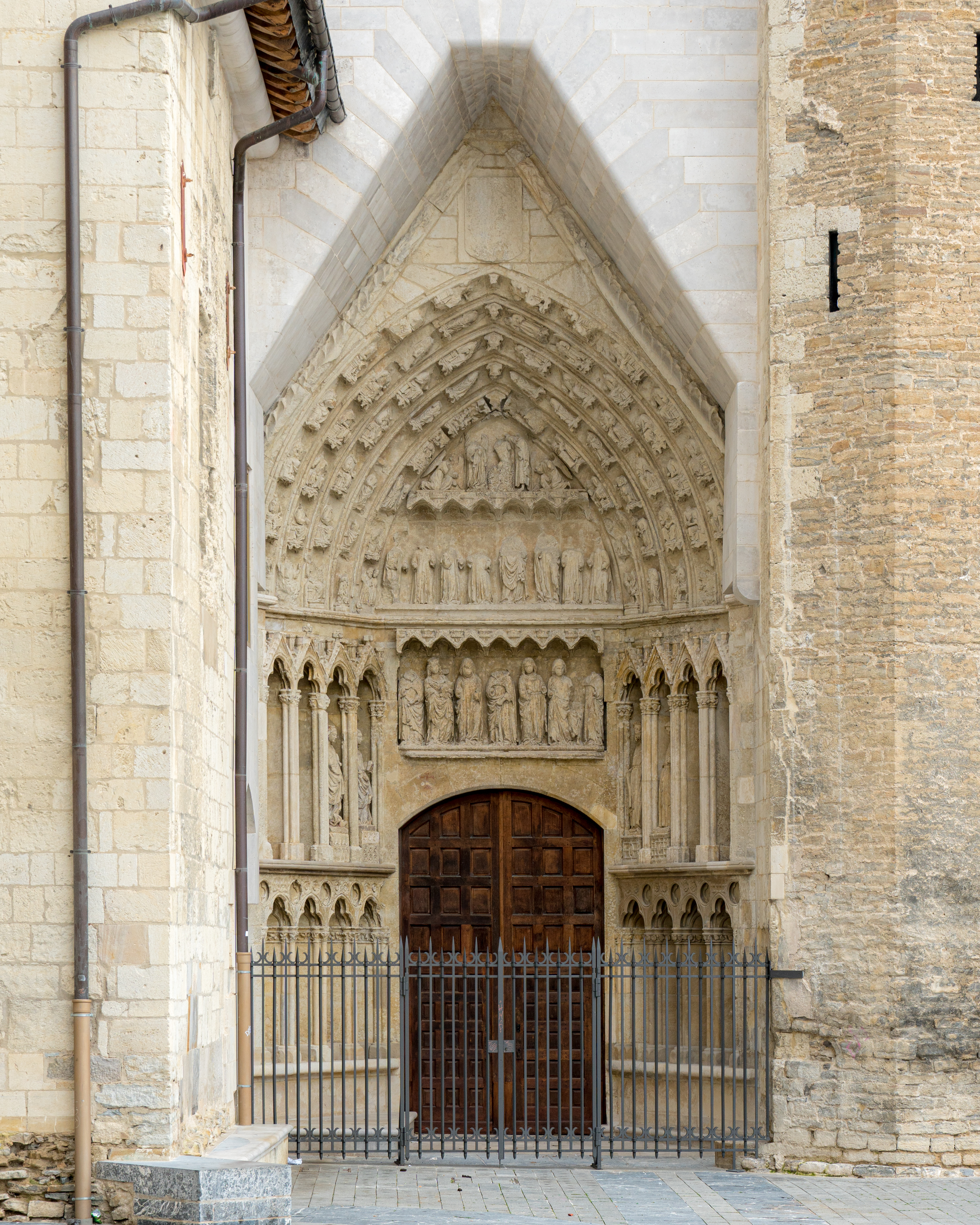
Portada gótica en la fachada sur

Durante el reinado de Alfonso VIII (1252-1284), el templo será modificado al gusto que venía de la vecina Francia, principalmente en su interior. Se selló la cripta y se procedió al revestimiento de los muros interiores. Durante la segunda mitad del siglo XIII y todo el siglo XIV se procedió a dotar al templo del aspecto gótico que presenta en la actualidad.
El proyecto se realizó en dos fases. En la primera fase se forró con sillería las paredes de mampostería. A la vez se abrieron ventanas en los absidiolos y en las capillas rectangulares contiguas a estos y se abovedó los techos de los absidiolos y la girola. Se acabó de construir la parte del paño occidental del crucero sur y nave de la epístola y se realizaron los pilares de separación entre las naves hasta el tramo segundo.
En la segunda fase, comenzada después de un tiempo de la primera y realizada por diferentes artesanos y con diferentes técnicas, se cierra el perímetro del templo levantando la portada de Santa Ana, levantan la capilla de Santiago, construyen el triforio en su zona central y realizan las bóvedas con materiales ligeros. Aún sin terminar la construcción la iglesia queda abierta al culto, suponiéndose que las bóvedas altas serían de madera.

### La colegiata
El 14 de febrero de 1498 la parroquia se convierte en Colegiata tras la bula del 7 de octubre de 1496 que trasladaba la Colegiata de Armentia, templo actualmente conocido como la Basílica de San Prudencio de Armentia, a Vitoria. Este traslado obedecía a la operación que la oligarquía de Vitoria realizó para prestigiar la ciudad. De esta forma Santa María pasa a ser Iglesia Colegial y centro eclesiástico del territorio.
Al elevarse la categoría del templo se comienzan a realizar reformas y actuaciones de embellecimiento del mismo. Desde finales del siglo XV y durante todo el XVI de realizan diferentes actuaciones; se construye la torre, el coro y las capillas de San Juan y de la Imacualda Concepción, así como los altares del Cristo, San Roque, San Marcos, San Prudencio, la Piedad, San Bartolomé, San José... y sepulcros como los de las familias de Ortiz de Caicedo, Cristóbal Martínez de Alegría y Martín Sáez de Salinas.
En el siglo XVI se termina la parte alta del edificio, se cubren las nuevas construcciones con bóvedas de piedra y se cambián las bóvedas ligueras de los tramos viejos también por bóvedas de piedra. Para ello se precisa de la construcción de contrafuertes y arbotantes exteriores.
Estas actuaciones, que cambiaron radicalmente los equilibrios de fuerzas del edificio, fueron el origen de los problemas estructurales que acompañaron al mismo en su larga historia.

### Las deformaciones
El edificio original no había sido diseñado para soportar grandes empujes horizontales. La sustitución de la ligera bóveda de madera por una pesada bóveda de piedra dio lugar a la alteración del equilibrio estructural que no logró recuperarse con la construcción de los contrafuertes y arbotantes. El desequilibrio estructural se plasma en grandes deformaciones en los pilares y en los arcos y en la aparición de grietas en los muros en las bóvedas.

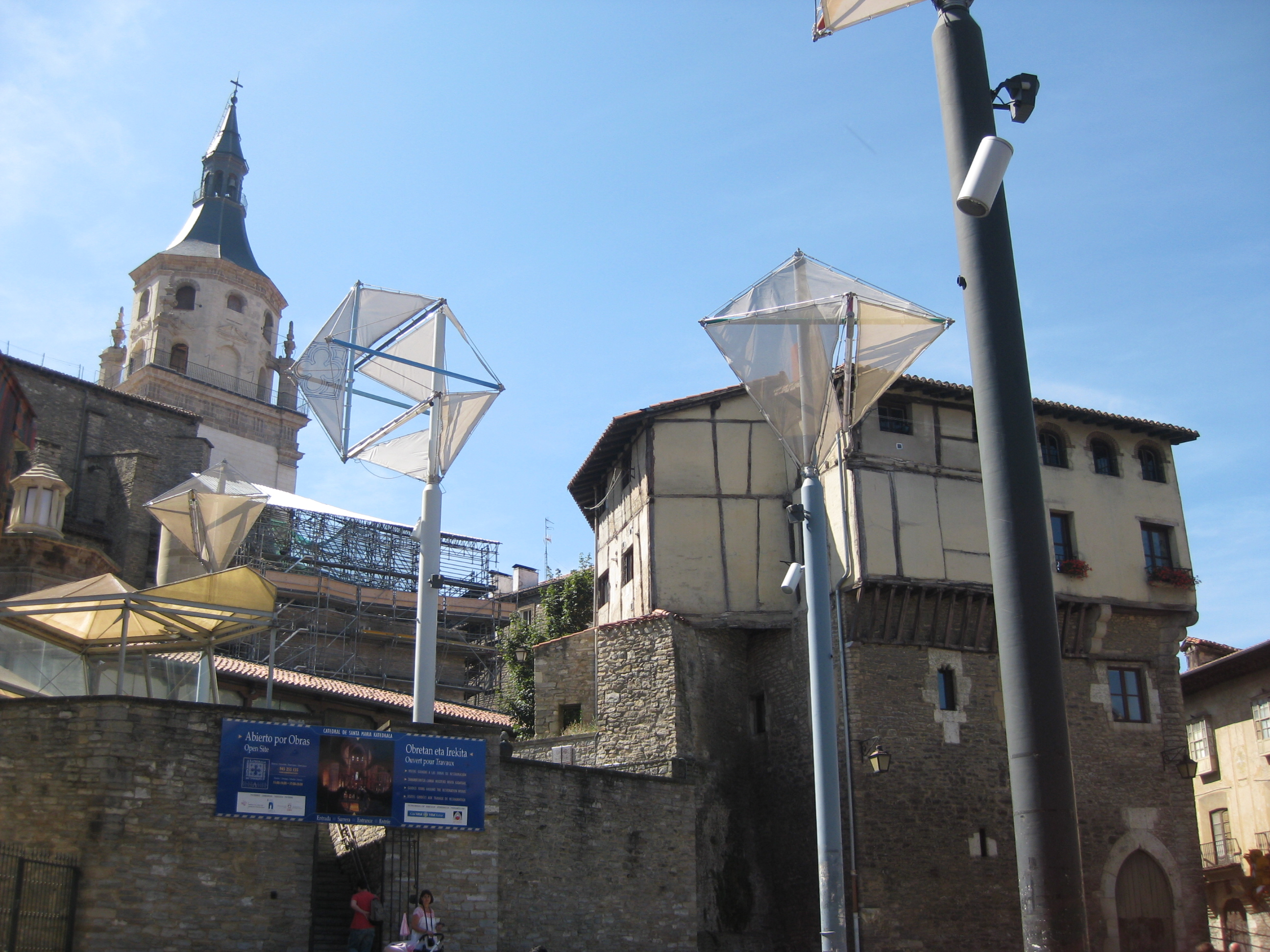
Otra vista

Los problemas estructurales obligan en el siglo XVIa construir los arcos codales, que recibieron el nombre popular de "arcos del miedo". Aun así el deterioro avanza tanto que en el siglo XVII la situación es de amenaza de ruina inminente. Un documento de 1647 dice: 

lo que al presente necesita reparar en dicha Iglesia de Santa María es levantar todos los tejados así de la nave principal como los cruceros... por estar fundados sobre las bóvedas, y ser esto causa de haber reventado los arcos torales y cruçero y haber desplomado las paredes principales.

Para aligerar las cargas se recrece el tejado, que apoyaba en las bóvedas, y en 1856 y 1870 el arquitecto Martín de Saracíbar construye dos grandes contrafuertes sacrificando las capillas de Santa Victoria y de los Reyes y ocultando la portada de Santa Ana.
En la década de 1960, se realizó una intervención importante que tuvo la finalidad de devolver el aspecto gótico original. Esta intervención influyó muy negativamente en los problemas estructurales agravando la situación considerablemente. Se sustituyeron los arcos codales por tirantes metálicos, se reabrieron vanos cerrados y se crearon nuevos y se recorta parte del contrafuerte que ocultaba la portada de Santa Ana para volver a sacarla a la luz, lo que ocasionó que empezasen de nuevo los movimientos del edificio hacia el oeste.
El deterioro del templo es tal que en 1994 es cerrado al culto y en 1997, la Diputación Foral de Álava, ante el estado general del edificio que se escora ineludiblemente, se plantea acometer un plan integral de restauración, con el fin de solucionar todos los problemas históricos y dotarlo de una estructura y cimientos sólidos que permitan su continuidad futura. Un año después se tiene el resultado del llamado "Plan Director de Restauración Integral" y se comienza la consolidación y restauración del templo que se espera finalice para 2012.

## Restauración del templo

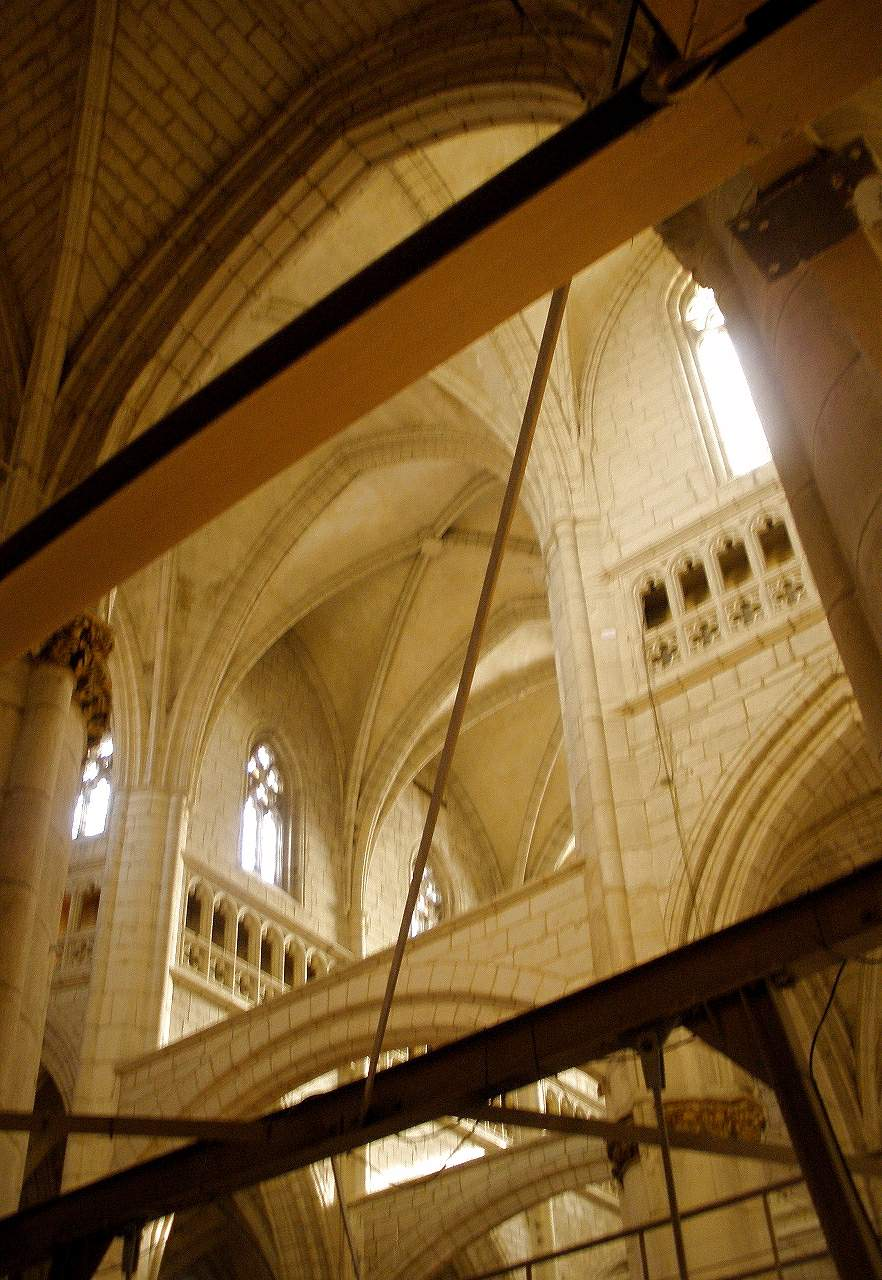
Aspecto del alzado de la catedral desde la nave del Evangelio. Se aprecian el crucero, el transepto, el triforio, los arcos diafragmas y los machones de sujeción y apuntalamiento con motivo de las obras

En 1967, durante la ceremonia de inauguración de la restauración de los años 1960, el entonces obispo de la diócesis, Monseñor Peralta, aseguraba que la catedral había recuperado su esplendor original y estaba salvada al menos para otros 600 años.
La restauración no fue acertada y 26 años después se cerraba el templo al culto por los graves problemas estructurales y la falta de mantenimiento y conservación desde la inauguración de la última restauración. El deficiente y complicado sistema de evacuación de aguas de las cubiertas produjo humedades, lo que unido a la falta de limpieza en los tejados y al desarrollo de vegetación en los mismos fueron dañando las estructuras lígneas de las cubiertas.
A los problemas estructurales crónicos y a las humedades se unió el daño causado por la contaminación atmosférica que se producía en los polígonos industriales que se ubican al norte de la ciudad y es traída por los vientos dominantes, esta contaminación produjo la meteorización de la piedra, particularmente en la torre, produciendo desprendimientos.
Los cambios litúrgicos y la desaparición de algunas actividades y funciones de la catedral provocaron que algunas dependencias se convirtieran en trasteros de materiales de culto no utilizados. La inauguración de la catedral Nueva fue dejando sin función a la catedral Vieja, que se mantenía con una misa diaria y una mayor los domingos, utilizando el órgano.
Enmarcada en el acuerdo entre la Diputación Foral de Álava y la Diócesis y amparado por la legislación que responsabilizaba a la Diputación del mantenimiento del patrimonio monumental, la Diputación toma cartas en el asunto y manda a un equipo técnico para comenzar el estudio de la degradación del edificio.
Se detectan fisuras laterales en los muros de sillería del encuentro de la nave lateral con la del crucero debidas al agotamiento por compresión de la piedra. Se agarban las fisuras de las bóvedas de la nave principal y del crucero con incidencia especial en el brazo sur, en los tramos 2.º y 3.º. Todas las fisuras eran de nueva creación, producidas después de la inauguración de 1967, evidenciando la reproducción de los problemas estructurales.
Como primera medida se intentó determinar el origen y el cuadro de fisuras y el margen de seguridad que se disponía para poder empezar a plantear las primeras actuaciones y la prioridad de las mismas.
En el año 1991 el arquitecto y Diputado Foral de Urbanismo y Arquitectura Álvaro Amann Rabanera decide actuar. Consultó con el ingeniero Giorgio Croci, profesor de la Universidad Sapienza de Roma, que se hallaba en Azpeitia, en un simposio internacional sobre cúpulas, bóvedas y arcos exponiendo sus investigaciones, sobre los problemas de la cúpula del Santuario de Loyola.
En 1992 se constituyó un Grupo de investigación internacional bajo la dirección de Giorgio Croci en la que también participaba el departamento de Física Aplicada de la Escuela Técnica Superior de Arquitectura de San Sebastián.
El grupo de estudio se conformó con dos equipos complementarios que se centraron en el estudio del comportamiento estructural del edificio en las que utilizaron las teorías de simulación matemática de los comportamientos estructurales de edificios tipológicamente coherentes y el levantamiento de la planimetría.
Mediante el programa SUPERSAP se realizó un análisis elástico global del templo y con el programa ANSYS se realizó el análisis régimen elastoplástico y en grandes deformaciones. Se realizaron catas de material, se midieron tensiones en los sillares y se analizaron las características de la piedra y morteros usados en la construcción del templo. Se hicieron prospecciones en el interior y exterior del templo y se determinaron los niveles freáticos y la profundidad de los terrenos en los que se asentaba el edificio. 

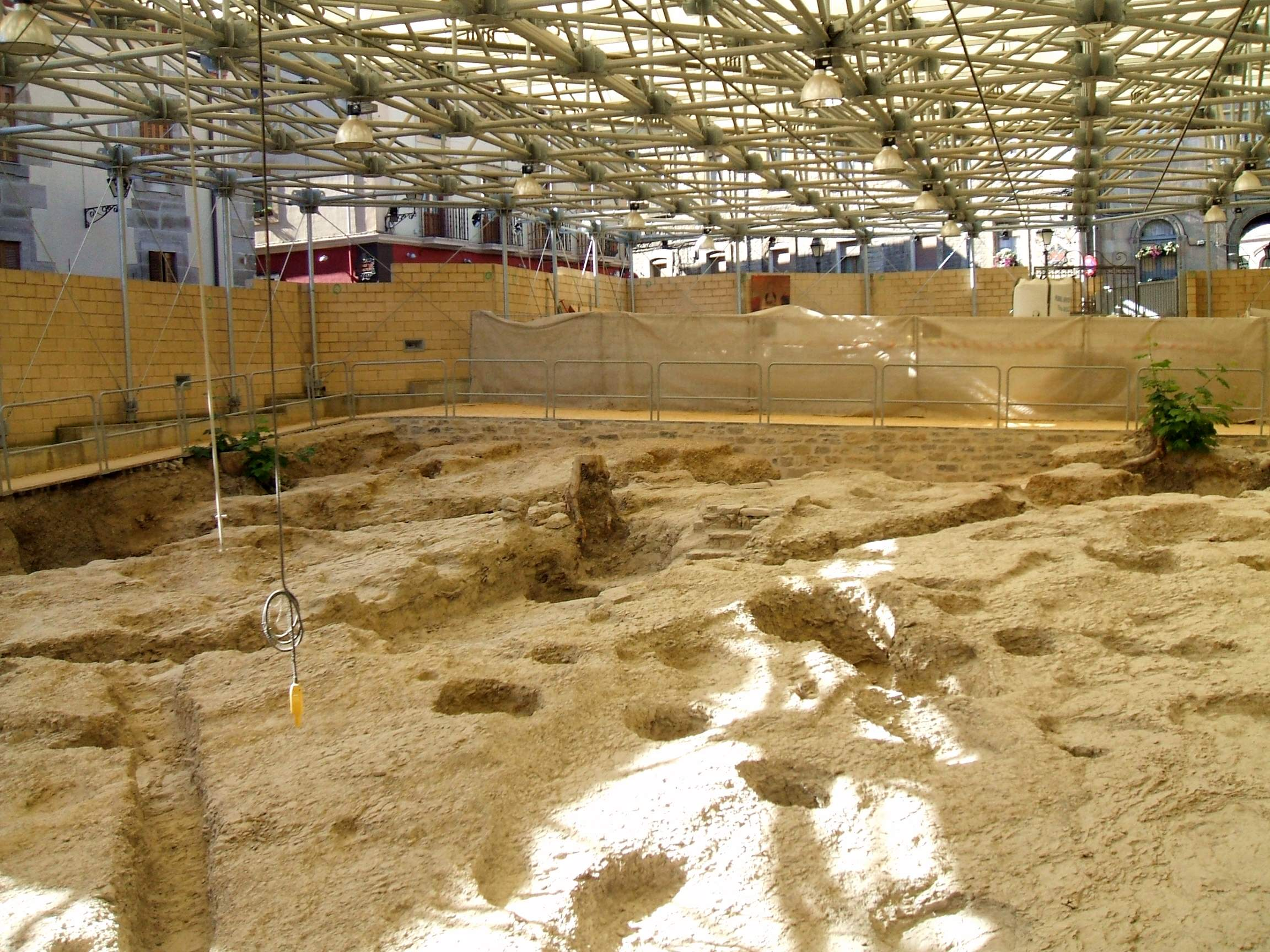
Excavaciones arqueológicas en la plaza de Santa María

La complejidad estructural e histórica del edificio es tal que los datos recogidos distaban mucho de dar una imagen completa del mismo. La simulación realizada por ordenador no dio los resultados esperados al ser una construcción realizada con materiales muy heterogéneos. Esto llevó a la instalación de sensores que monitorizaron los diferentes parámetros del edificio, como la humedad, temperatura, inclinación, etc.
Después de un año y medio de estudios de los diferentes parámetros y medidas obtenidas, ambos equipos concretaron, en 1994, un documento en el que se exponía la existencia de un proceso evolutivo de ruina parcial y con riesgo para el uso del edificio. Se manifestaba la necesidad de concluir el levantamiento de planos y completar la documentación histórica. Esto sería el embrión del nacimiento del Plan Director. Como efecto práctico, la catedral queda cerrada al público. El Plan Director de la Catedral se presentó en el Primer Congreso Europeo sobre Restauración de Catedrales Góticas que se celebró en Vitoria en 1998.

## El "Plan Director"
Se pueden distinguir 5 fases claves dentro del proceso de restauración:
- Trabajos encaminados a mejorar la seguridad para acometer la restauración, principalmente en los refuerzos del edificio.
- Restauración de la torre y el pórtico.
- Reforzamiento de los pilares de las naves.
- Cripta funeraria.
- Estudio artístico del pórtico.

El presupuesto inicial era de unos 24 millones de euros (4.000 millones de pesetas) a invertir en 10 años. Para gestionar todo este dinero y las aportaciones de los patronos, así como el propio Plan Director, surgió en 1999 a iniciativa de la Diputación Foral de Álava, la Fundación Catedral Santa María, que está formada por la Diputación Foral de Álava, el Ayuntamiento de Vitoria y el Obispado de Vitoria. En una primera etapa su gestión estaba estructurada mediante una dirección "bicéfalica" en la que el director gerente, Gonzalo Arroita, y el director técnico (el arquitecto Juan Ignacio Lasagabaster, coordinador del Plan Director para la Restauración Integral y entonces Jefe del Servicio de Patrimonio Histórico-Arquitectónico de la Diputación Foral de Álava) compartían responsabilidades. Desde 2008, es Juan Ignacio Lasagabaster quien asume la dirección general y actualiza la estructura de la Fundación de manera transversal mediante tres Áreas Funcionales coordinadas entre sí: Área Técnica, Área Gestión del Conocimiento y Divulgación y Área Económico-Administrativa.
El trabajo de restauración ya había arrancado en los años 1997-1998, con la primera fase que perseguía dotar al templo de una seguridad mínima para poder empezar las investigaciones arqueológicas en el subsuelo y realizar los primeros trabajos de consolidación y restauración.
Una vez iniciada la gestión por la Fundación creada al efecto y en la idea de que el proceso iniciado, aun teniendo una previsión de 10 años de duración, tenía que desarrollarse con el rigor y flexibilidad necesarios y, por lo tanto, poseía un alto grado de indeterminación en sus plazos y requerimientos, se tomó la decisión de que, en lo posible, todo este proceso se realizara de manera didáctica, accesible y participada a la sociedad alavesa. Para ello, conforme los trabajos fueron avanzando, y aprovechando las estructuras de apeo preventivo requeridas para asegurar la estabilidad de las naves durante la excavación del interior de la catedral, se instalaron sobre ellas una serie de pasarelas elevadas por las que desde entonces se han podido visitar las obras de la catedral contemplando desde una perspectiva inmejorable todo el proceso de restauración de una catedral gótica del siglo XIII, así como los restos del urbanismo preexistente.
La labor desarrollada en la catedral ha servido para explicar aspectos significativos de la historia medieval de Vitoria, y ha propiciado hallazgos espectaculares, como el de la muralla fundacional de la ciudad que atraviesa la planta del templo actual, identificar la gran puerta de acceso a la villa, la más antigua de todas las que se conservan, que estaba integrada en el muro del pórtico norte, así como documentar y fechar la muralla fundacional de la Ciudad descubierta en el interior propiciando la puesta en valor de la misma con actuaciones ya realizadas a partir de entonces por el Ayuntamiento de Vitoria. Además, en el subsuelo se han encontrado vestigios de otra iglesia anterior, y abundantes restos de enterramientos correspondientes a ambas iglesias (la actual y la anterior).

### Metodología
La metodología utilizada en la restauración de la catedral de Santa María se basa en la experiencia de los responsables de la misma en el mundo de la restauración e investigación del patrimonio arquitectónico. Se ha tratado de desarrollar una metodología de trabajo, con el empleo de las herramientas y especialistas necesarios, para tratar con un enfoque transdisciplinar e integral este caso tan complejo, evitando las aproximaciones excesivamente lineales, tópicas y/o parciales que por desgracia se suelen utilizar en este tipo de tareas. Asociar investigación, documentación e intervención como un todo indisoluble y necesariamente relacionado durante todo el proceso y convertir éste en una actividad cultural y didáctica, posibilita, además, que puedan ir adquiriéndose hábitos tendentes a la implantación de una cultura de la "conservación continua y preventiva" de los Monumentos.
Los problemas derivados de la propia construcción del edificio, considerada como un proceso histórico continuo y sus modificaciones y añadidos que han culminado en un precario estado del equilibrio físico del mismo, sumada a la infrautilización de las instalaciones, a la falta de mantenimiento y a la degradación del entorno urbano del complejo catedralicio, son las causas que llevaron a la dramática situación que aconseja la intervención de restauración. La alarma social creada por el desprendimiento de material de una bóveda de la nave sur del transepto, provoca la reacción de las Instituciones responsables y posibilita la utilización de las herramientas más potentes que se pudieron disponer para el estudio en la búsqueda de soluciones.
La compleja multiplicidad del cuadro de deformaciones solo se ha podido abordar desde una detallada documentación planimétrica de alta precisión realizada mediante técnicas fotográficas tridimensionales procesadas por aplicaciones informáticas específicas. La evolución histórica se aborda mediante técnicas y métodos estratigráficos de análisis de paramentos y excavación aplicando la disciplina hoy denominada arqueología de la arquitectura.
La recuperación del complejo catedralicio en la memoria colectiva ciudadana se ha conseguido mediante la exposición pública de los resultados de los diferentes estudios y abriendo las acciones de restauración al público así como mediante la publicación y difusión de toda esa información en tiempo real.
Los resultados del Plan Director dependen del buen entendimiento entre los técnicos conocedores del edificio y los responsables de la Administración Pública huyendo de las decisiones unilaterales y personales.

### Estudio
Como preparación a la intervención en el monumento se abre una fase de estudio con la doble intención de documentar y registrar el estado de la catedral y el de indagar en el origen de las patologías que sufre el monumento para poder así establecer un diagnóstico de las mismas.
En aras de conseguir el primero de los objetivos se realiza un profundo estudio para determinar la forma y geometría, las características de los materiales utilizados, la configuración de los elementos constructivos, las formas en las que han quedado los materiales en esa construcción, la historia del edificio, etc.
La intervención en el edificio obliga a realizar cambios en el mismo que variarán aspectos constructivos e históricos del mismo, por ello antes del comienzo de las actuaciones, y aprovechando el estudio, es necesario realizar un registro detallado de las características y del estado de la catedral.
La definición de las patologías que aquejan a la catedral, así como su origen y su diagnóstico es una de las tareas fundamentales que ha permitido llevar a buen puerto la intervención integral del edificio. Ha sido preciso definir y establecer un diagnóstico completo de las patologías mediante el estudio y los ensayos precisos que han permitido documentar, describir y localizarlas.
La fase de estudios fue una de las principales fases del Plan Director y sirvió para establecer un modelo de la catedral que sirvió para dejar constancia documental del estado y definición del edificio al comienzo de las obras de restauración y para establecer un diagnóstico de las patologías que aquejaban al mismo permitiendo la búsqueda de soluciones concretas. El estudio fue la parte más importante y larga del Plan Director y en él intervinieron un gran número de especialistas de muy diversas disciplinas: topografía, química, mecánica, construcción, biología, geología, historia, arqueología, restauración, etc. Hubo que planificar los trabajos y desestimar aquellos que no eran necesarios, bien por su no idonicidad o bien por su repetición o coincidencia entre unos y otros.

### Reconocimientos
Las obras del templo se han convertido en un referente mundial. El programa de visitas guiadas que ha atraído a más de 350 000 personas en 5 años ha trasladado a todas ellas la ilusión y la posibilidad de poder pasear y contemplar una de las catedrales góticas más bellas de Europa.
Además, se han desarrollado numerosos congresos, seminarios y conferencias con personalidades literarias como Paulo Coelho, Ken Follett, Arturo Pérez-Reverte o José Saramago.
Por el trabajo realizado, la catedral de Santa María recibió el premio Turismo Vasco 2000, concedido por el Gobierno Vasco así como el premio Europa Nostra 2002, la máxima distinción que la Unión Europea concede a los trabajos de restauración y conservación del patrimonio. En 2019 recibió el Premio del Patrimonio Arqueológico Europeo, otorgado por la Asociación Europea de Arqueólogos que destacó «la excelencia científica y los resultados del proyecto a largo plazo así como el uso visionario de su potencia educativo, y el impacto que ha tenido en términos de política de gestión urbana, turismo y renovación regional».

## Otros acontecimientos
Como se ha señalado anteriormente, la catedral ha sido escenario de numerosos acontecimientos. El 9 de enero de 2008, Ken Follett presentó en el pórtico de la catedral, que en la actualidad está acristalado y provisto de bancos y megafonía para su uso como centro cultural, su novela Un mundo sin fin, continuación de la conocida Los Pilares de la Tierra. El autor quería reconocer la inspiración que el templo le había prestado y la ayuda que había recibido de la Fundación.